# Koncept znaku u Marcella Barbieriho
Definice znaku v pojetí Marcella Barbieriho říká, že znak je jednou ze čtyř složek přítomných v každé živé buňce, spoluutvářející tak sémiotický systém, který je fundamentální složkou života. Znak je vždy neodlučně spjat s významem a jejich vzájemný vztah je zajištěn konvenčními pravidly kódu, produkovaného codemakerem. Znaky i významy jsou entitami závislými na codemakeru, jelikož jsou závislé na kódování a codemaker je využívá jako nástroje pro sémiózu.

## Charakteristika znaku v pojetí Marcella Barbieriho
Marcello Barbieri považuje znaky a kódy za fundamentální součást života, resp. přichází s tvrzením, že život je sémióza, tj. je založen na znacích a kódech. Poukazuje na to, že organické kódy a organická sémióza jsou experimentální fakta. Zabývá se otázkou, zda lze entity jako jsou znaky a významy hledat i na molekulární úrovni či v buňkách, na což nachází kladnou odpověď.

## Koncept znaku u Marcella Barbieriho

### Codemaker
Sémiotický systém je dle Barbieriho tvořen třemi entitami: znaky, významy a kódem. Tyto však nevznikají samostatně, nýbrž zprostředkovaně. Tímto prostředníkem je codemaker, jelikož právě kódování vytváří sémiózu.
Barbieri uvádí, že spontánní geny a spontánní proteiny se na primitivní Zemi objevily, ale nevyvinuly se v první buňky, jelikož spontánní procesy nemají biologickou specifitu. Místo toho umožnily vznik molekulárních strojů a až tyto stroje a jejich produkty se vyvinuly v první buňky. Tyto molekulární stroje nazývá bondmakers. Ty začaly dělat kopie nukleových kyselin a staly se z nich copymakers. Proteiny však nemohou být vytvořeny pouhým kopírováním, a přesto musí informace o jejich tvorbě pocházet z molekul, které kopírovány být mohou, protože pouze takové molekuly mohou být děděny. Informace pro tvorbu proteinů tedy musí pocházet z genů, takže bylo nutné spojit přenašeče genetické informace (mRNA), peptidový bondmaker (část rRNA) a molekuly, které jsou schopny přenosu nukleotidů i aminokyselin (tRNA). První tzv. protein-makers byly tedy mnohem komplexnější než copymakers. Nejdůležitější vlastnost protein-makers byla schopnost zajištění přímé vazby mezi geny a proteiny, protože bez ní by nemohla vzniknout biologická specifita, a tudíž ani žádná dědičnost a žádná reprodukce, na které je závislý život v takové podobě, v jaké ho známe. Taková přímá vazba by mohla být automaticky zajištěna, pokud by můstek mezi geny a proteiny mohl být určen stereochemií, k čemuž však nedošlo. Spojovací můstek byl zajištěn molekulami zvanými adaptory (tRNA), které mají dvě rozpoznávací strany, a to jednu pro skupinu tří nukleotidů (kodonů) a jednu pro aminokyseliny. Důležité je, že neexistuje žádná deterministická vazba mezi kodony a aminokyselinami a přímá vazba mezi nimi může existovat pouze díky konvenčním pravidlům. Pouze opravdový kód tedy může zajistit biologickou specifitu, tzn. evoluce translačního aparátu musela být vázána na evoluci genetického kódu. Syntéza proteinů tedy vznikla z integrace dvou odlišných procesů a výsledný stroj byl tzv. codemaker. 

Např. v případě kultury je codemakerem lidská mysl, jelikož právě ona produkuje mentální objekty, které nazýváme znaky a významy, a konvence, které je navzájem propojují. Tímto Barbieri dochází k obecnému závěru, že sémiotický systém je triáda znaků, významů a kódů, které jsou produkovány stejným činitelem, a to codemakerem. To nazývá „kódovým modelem sémiózy“ (Barbieri 2008, 34). Znaky a významy neexistují bez codemakeru a vně procesu kódování.

## Znak, kód a sémiotický systém
Barbieri se domnívá, že hlavní procesy koordinace a výměny informace uvnitř a mezi živými organismy, od jednotlivých buněk po nejkomplexnější mnohobuněčné formy života, jsou zprostředkovány pomocí znaků. Každý znakový proces (tj. sémióza) jde ruku v ruce s fyzikálními a chemickými zákony, avšak oproti fyzikálně-chemickým interakcím neživého světa je sémióza neodmyslitelně spjata se sémiotickými pravidly.
Znak je dle Barbieriho vždy spojen s nějakým významem. Jako živé bytosti máme vrozené nutkání snažit se porozumět světu a dávat věcem významy. Když něčemu dáme význam, toto „něco“ se pro nás stává znakem. Znak a význam tedy nemohou být rozděleny, jelikož jsou jako dvě strany jedné mince. Sémiotický systém, tj. systém znaků, je tedy vždy tvořen nejméně dvěma odlišnými světy – světem entit, jež nazýváme znaky, a světem entit, které reprezentují jejich významy. Třetí entitou je potom samotný vztah mezi znaky a jejich významy. Znak je znakem pouze pokud zastupuje něco jiného než sám sebe. Neexistuje však žádný deterministický vztah mezi znakem a významem. Z toho vyplývá, že pojítko mezi těmito dvěma světy může být zajištěno pouze konvenčními pravidly, tj. pravidly kódu.
Barbieri definuje jakýkoliv organický kód jako soubor korespondenčních pravidel mezi dvěma nezávislými světy, což vyžaduje, aby molekulární struktury fungovaly jako adaptory, tj. aby prováděly dva nezávislé rozpoznávací procesy. Adaptory jsou vyžadovány, protože neexistuje žádné nezbytné pojítko mezi těmito dvěma světy a soubor pravidel je vyžadován pro zajištění specifity dané korespondence.
Toto ustanovuje sémiotické systémy a odlišuje je od všeho ostatního: Sémiotický systém je systém složený ze dvou nezávislých světů, propojených konvenčními pravidly kódu. Jinak řečeno, sémiotický systém je tvořen třemi entitami: znaky, významy a kódem. Tyto však nevznikají samostatně, nýbrž zprostředkovaně. Tímto prostředníkem je codemaker, jelikož právě kódování vytváří sémiózu. Každá živá buňka pak obsahuje čtyři složky sémiózy – znaky, významy, kód a codemaker – a je opravdovým sémiotickým systémem.
Procesem, který udává znakům jejich význam, je interpretace. Dle „kódového modelu“ je však sémiotický systém tvořen znaky, významy a kódovacími pravidly, a toto vše je produkováno stejným codemakerem. V případě buňky je codemekerem translační aparát, tRNA jsou adaptory implementující pravidla kódu a kódové a aminokyselinové sekvence mají definiční vlastnosti znaků a významů, protože jsou entitami závislými na codemakeru. Z toho pro Barbieriho vyplývá, že buňka je sémiotický systém založený na kódování, nikoliv na interpretaci.
Barbieri tak se svým sémiotickým systémem s dvěma odlišnými entitami propojenými pravidly kódu nahrazuje Peircovu sémiotickou triádu (označení, denotátu a interpretanta) zavedením své vlastní triády (označení, významu a konvence). Odmítá tak některé Peircovy názory, „including his grand vision of a universe perfused with signs“ (překlad: včetně jeho velké vize světa, protkaného znaky“).

## Vztah mezi geny, proteiny, (organickými) znaky a (organickými) významy na molekulární úrovni
Pro zodpovězení otázky, zda lze entity jako znaky a významy hledat i na molekulární úrovni či v buňkách, Barbieri nejprve popisuje tradiční kulturní znaky a významy: 

„The signs and meanings that we are familiar with are often the mental representations of objects or events of the physical world. A sign, for example, can be a spoken word and its meaning can be a mental image. The mental image of an object is normally evoked by different words in different languages, and this clearly shows that mental sounds and mental images are separable. When they are separated, however, they no longer function as signs and meanings. … There is no contradiction therefore in saying that signs and meaning are distinct mental objects and that they cannot be taken apart …“.
(překlad: Znaky a významy tak, jak je známe, jsou často mentální reprezentace objektů či událostí fyzického světa. Znak může být např. mluveným slovem a jeho význam může být mentálním obrazem. Mentální obraz objektu je obyčejně vyvoláván různými slovy v různých jazycích, což jasně ukazuje, že mentální zvuky a mentální obrazy jsou oddělitelné. Když se však oddělí od sebe, nefungují již nadále jako znaky a významy. … Není tedy protimluvem, když se řekne, že znaky a významy jsou rozdílné mentální objekty, ale že nemohou být rozděleny …).
Z toho Barbieri vyvozuje, že mentální znak a mentální význam nejsou vnitřními vlastnostmi mentálního objektu, ale pouze něčím, co může mysl přiřadit mentálnímu objektu a stejně tak tomuto objektu odebrat. Znaky a významy neexistují bez codemakeru a vně kódovacího procesu. Codemaker je tedy prostředníkem sémiózy a znaky a významy jsou jeho nástroji. Tudíž znaky a významy jsou zcela závislé na kódování, resp. jsou entitami závislými na codemakeru. Na základě toho Barbieri říká, že tvrdit, že znaky a významy existují i na molekulární úrovni, a to obzvláště v syntéze proteinů, lze pouze v případě, když se prokáže, že v syntéze proteinů existují entity závislé na codemakeru. Poukazuje, že „všechny učebnice biochemie“ zmiňují existenci genetického kódu v syntéze proteinů, ale žádná se nezmiňuje o existenci znaků a významů a na první pohled takové entity opravdu zdánlivě na molekulární úrovni neexistují. Translační aparát může být považován za codemaker, jelikož v něm je uložen kód, který vytváří korespondenci mezi geny a proteiny, ale tyto molekuly mají zdánlivě pouze objektivní chemické vlastnosti namísto vlastností závislých na codemakeru, které definují znaky a významy. Avšak např. ze stejného řetězce nukleotidů může vzniknout více sekvencí kodonů a pouze codemaker určuje tyto sekvence, protože právě codemaker definuje kodony. Lineární sekvence kodonů tedy neexistuje bez codemakeru a vně procesu kódování, je zcela závislá na kódování a je tedy entitou závislou na codemakeru, což je právě to, čím je i znak. Stejně tak lineární sekvence aminokyselin, produkované translačním aparátem, jsou rovněž entitami závislými na codemakeru. Specifické lineární sekvence aminokyselin mohou být produkovány pouze codemakery, avšak různé codemakery mohou tvořit aminokyseliny různými způsoby, což znamená, že sekvence proteinu je pouze jedním z mnoha možných „významů“, které mohou být přiřazeny řetězci nukleotidů. Genové a proteinové sekvence tedy nejsou objektivními vlastnostmi těchto molekul; jsou vlastnostmi závislými na codemakeru, jelikož neexistují bez kódovacího procesu a jelikož by byly odlišné, pokud by codemaker měl odlišnou strukturu. Sekvence genů a proteinů tudíž mají přesně ty charakteristiky, jež definují znaky a významy; jsou entitami tvořenými organickými molekulami a závislými na codemakeru, a tedy organickými znaky a organickými významy. „All we need to keep in mind is that signs and meanings are mental entities when the codemaker is the mind, but they are organic entities when the codemaker is an organic system.“ (překlad: Jediné, na co stále musíme myslet, je, že znaky a významy jsou mentálními entitami, když je sám codemaker je myslí, avšak když je codemaker organickým systémem, jsou entitami organickými.) Barbieri tak dochází k závěru, že každá živá buňka obsahuje všechny čtyři složky sémiózy – znaky, významy, kód a codemaker – a je tedy opravdovým sémiotickým systémem, a že tato organická sémióza je zároveň i fundamentální složkou života.
Jinak řečeno, při syntéze proteinů je sekvence nukleotidů užívána codemakerem jako znak pro tvorbu sekvence aminokyselin dle pravidel genetického kódu. Není zde žádná spojitost mezi složkami dvou molekul a sekvence nukleotidů je tedy užita jako konvenční organický znak, tj. jako organický symbol. Avšak v případě, že copymaker využije sekvenci nukleotidů k produkci komplementární kopie sebe sama, vztah mezi těmito dvěma sekvencemi již nebude založen na kódu, ale na fyzické interakci. První sekvence tedy má fyzikální vztah ke druhé, ale tento vztah je neurčitý a reprezentuje pouze „vodítko“, tj. přirozený znak pro druhou sekvenci. Barbieri vyvozuje, že rozlišení mezi přirozenými a konvenčními znaky existuje i na molekulární úrovni a reprezentuje rozdíl mezi dvěma zcela odlišnými typy molekulárních procesů: Sekvence nukleotidů jsou užívány jako přirozené znaky při kopírování molekul a jako konvenční znaky při kódování molekul. Genová replikace je tak založena na přirozených organických znacích, zatímco syntéza proteinů je založena na konvenčních organických znacích.

## Kritika pojetí buňky jako sémiotického systému
Jedním z důvodů, které Barbieri uvádí pro obecné nepřijímání teorie pojetí buňky jako sémiotického systému, je mj. argument, že sémióza je založena na znacích, a znaky jednoduše v buňkách neexistují. Barbieri se snaží toto tvrzení vyvrátit, když poukazuje, že existenci znaků lze prokázat tím, že znaky jsou entity „závislé na agentu“, jelikož existují pouze tehdy, když s nimi agent (codemaker) jako se znaky zachází. Při syntéze proteinů jsou tedy kodony mRNA pravými znaky. Pokud by byly nukleotidy čteny po dvou, kodony by byly naprosto jiné, což dokazuje, že nejsou objektivní vlastností RNA. Kodony jsou entitami závislými na codemakeru a mají tedy ty rysy, které definují všechny znaky. Syntéza proteinů je tedy sémiotický proces, jelikož je založen na kódu a na znacích.

Převzato z:
Birjukov, Denis. 2014. „ Koncept znaku u Marcella Barbieriho.“ Encyklopedie lingvistiky, ed. Kateřina Prokopová. Olomouc: Univerzita Palackého v Olomouci.